# Ткачук, Евгений Олегович
Евге́ний Оле́гович Ткачу́к (укр. Євгеній Олегович Ткачук; род. 27 июня 1991, Запорожье) — украинский футболист, защитник.

## Карьера

### Клубная
Воспитанник школы запорожского «Металлурга». Карьеру начал в 2009 году, выступая в фарм-клубе донецкого «Шахтёра», провёл там только одну игру. В 2010 году перешёл в полтавскую «Ворсклу», в составе которой дебютировал 13 ноября 2010 в матче против «Ильичёвца», выйдя на замену на первой добавленной минуте второго тайма.
29 сентября 2011 дебютировал в составе полтавчан в матче группового раунда Лиги Европы против немецкого «Ганновера» (1:2), Евгений отыграл все 90 минут. В июле 2012 года существовала возможность перехода Ткачука в стан киевского «Арсенала», которым руководил Леонид Кучук, но руководство полтавского клуба категорически отклонило предложение канониров сославшись на перспективность и молодость исполнителя с опытом игры в еврокубках.
25 февраля 2016 года стал игроком «Зари».

### В сборной
Вызывался в состав сборной до 21 года к мемориалу Лобановского, который проходил с 9 по 10 августа 2011. Ещё раньше получил вызов в сборную для подготовки к квалификации молодёжного Евро-2013.
14 мая 2014 года главным тренером Михаилом Фоменко был впервые вызван на учебно-подготовительный сбор в составе национальной сборной Украины.

## Достижения
«Металлист 1925»
- Бронзовый призёр Первой лиги Украины: 2020/21